# Niete
Niete es una comuna camerunesa perteneciente al departamento de Océan de la región del Sur.
En 2005 tiene 23 921 habitantes.
Se ubica en el oeste de la región, cerca de la costa atlántica. En su territorio se ubica una parte del parque nacional de Campo-Ma’an.

## Localidades
Comprende, además de Niete, las siguientes localidades:
- Adjap
- Afan Oveng
- Afanoven
- Akom I
- Bidou III
- Bifa
- Ngog
- Nko'olong
- Nkolembonda
- Nlozok
- Zingui